# Akademik Lomonosov
Akademik Lomonosov er en russisk flydepram med en længde på 144 meter, en bredde på 30 meter, en højde på 10 meter og en dybgang på under seks meter. Prammen indeholder et atomkraftværk, der fra efteråret 2016 via elkabler skal forsyne lokalsamfund i det nordlige Rusland med  elektricitet (så man slipper for at transportere fossilt brændsel derhen, med henblik på at producere elektriciteten lokalt). Dels kan den også forsyne olie- og naturgasboringer med elektricitet. Det vurderes, at 30% af al naturgas og 13 af al olie befinder sig i havet nord for Rusland.
Da prammen mestendels skal ligge i havn, er den ikke udstyret med en motor, og skal derfor trækkes af slæbebåde. Prammens atomkraftværk består af to reaktorer på hver 35 megawatt, der producerer strøm via to dampturbiner. Der bruges uran 235, der er beriget op til 20%. Fartøjet kan klare at blive ramt af både nedstyrtende fly, andre fartøjer og at blive ramt af en tsunami. Prammen har en forventet drifstid på fyrre år, men skal have udskiftet sit atombrændsel hvert 10. til 15. år, hvilket skal foregå i Murmansk. Der er planer om seks skibe mere af samme type.
Ved hjælp af et afsaltningsanlæg kan skibet desuden producere 240 mio. liter drikkevand i døgnet. Dette har afstedkommet interesse fra Kina, Indonesien og Malaysia.